# ピョコタンのマンガレポート
『ピョコタンのマンガレポート』は、ピョコタンの漫画作品。『ゲームラボ』（三才ブックス）で1996年6月号から2017年6月号まで連載。2017年7月からトレカショップ・テムのジャンプ屋さんで連載再開。1回当たり4ページで作者・ピョコタンの近況情報、カルト的人気の出来事やイベント、人物などについてのことが主な内容である。
ピョコタンは、この連載の内容について「ゲーム雑誌なのにゲームに無関係のマンガがかけてスゴイ！」と語っている。
実は、同じ三才ブックスの『ラジオライフ』を含めて三才ブックス書籍の長寿連載作品である。

## 登場人物
ピョコタン
この漫画の主人公っぽい人であり作者である。西日暮里でダラダラと暮らしている。ゲームマニアであるため視力が悪く普段はコンタクトレンズをしていたが、レーザー手術を行い視力が大幅に回復した。スカシッ屁が得意。本編では眼帯(レーシック手術の回で初めて眼帯を外す描写が見られる)と黒いブリーフパンツの服装をしていることが多い。株主に貰えるおもちゃ目的で株を買ったり、ネトゲーで変な行動をして追い出されたりとおかしな行動が多い。
また、このシリーズ以前に掲載されていた2000年問題をテーマにした短編漫画の時点で、今のキャラが存在していた。(初登場時期は不明。)
ピョコタンの友達（ - ともだち）
初期においてよく登場していたピョコタンの友達。レジ袋を着ている。
ノジマ
ゲテモノ事情通でピョコタンとは千葉ロッテマリーンズファンの仲間。ゲテモノ企画でピョコタンの友達やゲームラボ編集部員、ナベケンらでゲテモノ食品の評価をするが人が食する物以外にペット全般の餌や歯磨き粉をごはんにかけて食べる等の常軌を逸した行動が多い。
彦龍（ひこりゅう）
自称「日本一まずいラーメン屋」を経営している店主で本名は原憲彦。そのまずさは神出鬼没!タケシムケンやアッコにおまかせ!でも取り上げられ、かのビートたけしをして「キムチをドブに捨てたような味」とまで言わしめ、三才ブックスの社員が食べた際は、次の日に食べた全員が会社を休んだほどであった。ピョコタンは店の常連だが、まずいラーメンを何故好んで食べに行くのかは不明。その日の気分で店を休んでパチンコに行ったり、ラーメンのイベントで某メーカーの試供品のスープを店で使うと大量に持ち帰るなどあまりこだわっていない。最近は本を出版したりTV出演などで僅かながら知名度が上がっている。
2009年5月号で体力の都合から引退を発表。後継者を募集していたが後継者希望者が現れなかった為、同年11月にマンガレポート内で2010年内に店舗を閉店する事を発表、2010年1月31日に最後の営業・閉店となった。
2015年12月1日死去。享年68。
ジャンクハンター吉田（ - よしだ）
ピョコタンがSFC用ネット対戦システム「XBAND」の対戦プレイで繋がり知り合ったジャンクハンター。ゲームラボでゲーム雑誌3誌の編集者によるゲーム対決をした時は司会や商品の準備を勤めるが、いつの間にか自分も参加していた上に優勝したためあまりのマイペースぶりに全員を呆れさせた。編集部ゲームラボでコラム「吉田タケ史」を連載中。
ナベケン
変態高校生（2003年頃）。ピョコタンと共に変なことをやっている(基本的には登場する際はジャージを着用。初登場時と現在では髪型が異なり、現在は奇抜なヘアスタイルである)。芸名は「地下鉄6000回」。2007年現在では変態大学生に成長している。wiiリモコンのコスプレをしてwiiの発売日にピョコタンと徹夜で並んだ時は、国内のみならず海外メディアにまで取り上げられた。彦竜ラーメンの大食い企画に挑戦し3杯も食べた強者（スープが飲みきれず失敗）。ピョコタンと共にM-1グランプリに出場したことがあるが、下ネタ連発のネタで会場全体の空気を悪くし1回戦敗退となった。
スカトロ球団
変態その2。美大生らしい。ナベケンとよく対決カードを組まされる。